# Doug Flach
Doug Flach (St. Louis, 10 de agosto de 1970) es un extenista estadounidense. 

## Biografía
Flach gnódos títulos de dobles en su carrera. Si posición más alta en el ATP Tour fue el 21 de marzo de 1994, cuando alcanzó la posición 108. Derrotó a Andre Agassi en la primera ronda de Wimbledon en 1996 pero quedó eliminado en la tercera ronda. También derrotó a Agassi en 1997 en Washington D. C. Además, consiguió victorias sobre Ivan Lendl, Pat Rafter, Gustavo Kuerten y Thomas Johansson. Flach ganó dos títulos de dobles: una con Paul Annacone y otro con Sandon Stolle. Se retiró en 1999.
Su hermano mayor Ken fue también un destacado jugador de dobles en la década de los 80 y 90.

## Títulos

### Dobles (2)
| Leyenda                |
| Grand Slam (0)         |
| Tennis Masters Cup (1) |
| ATP Masters Series (2) |
| ATP Tour (11)          |

| Resultado | Fecha           | Torneo                             | Superficie    | Pareja         | Oponentes en la final          | Resultado          |
| --------- | --------------- | ---------------------------------- | ------------- | -------------- | ------------------------------ | ------------------ |
| Derrota   | Agosto de 1991  | Norstar Bank Hamlet Challenge Cup  | Dura          | Diego Nargiso  | Eric Jelen Carl-Uwe Steeb      | 6–0, 4–6, 6–7      |
| Derrota   | Mayo de 1993    | International Tennis Championships | Tierra batida | Paul Annacone  | Patrick McEnroe Jonathan Stark | 4–6, 3–6           |
| Victoria  | Octubre de 1993 | Torneo de Pekín                    | Tierra batida | Paul Annacone  | Jacco Eltingh Paul Haarhuis    | 7–6, 6–3           |
| Derrota   | Julio de 1996   | Torneo de Washington               | Dura          | Chris Woodruff | Grant Connell Scott Davis      | 6–7, 6–3, 3–6      |
| Victoria  | Julio de 1998   | Hall of Fame Open                  | Hierba        | Sandon Stolle  | Scott Draper Jason Stoltenberg | 6–2, 4–6, 7–6      |
| Derrota   | Mayo de 1999    | Torneo de Delray Beach             | Tierra batida | Brian MacPhie  | Max Mirnyi Nenad Zimonjić      | 6–7(3–7), 6–3, 3–6 |